# Springe
Springe város Németországban, azon belül Alsó-Szászország tartományban. Lakosainak száma 29 258 fő (2023. december 31.). Springe Wennigsen, Ronnenberg, Hemmingen, Pattensen, Bad Münder am Deister, Nordstemmen és Hiddestorf községekkel határos.

## Közigazgatás

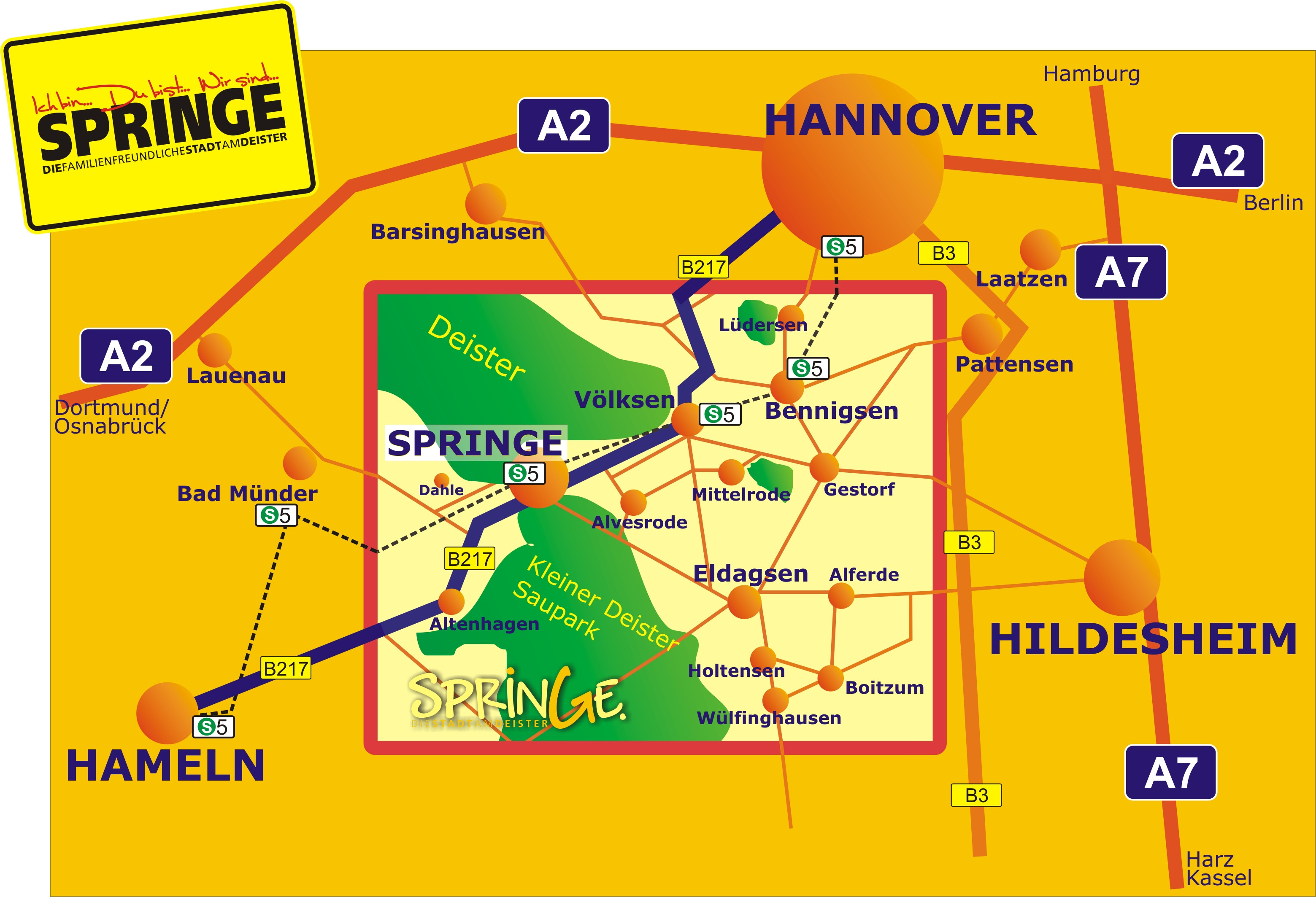

- Springe

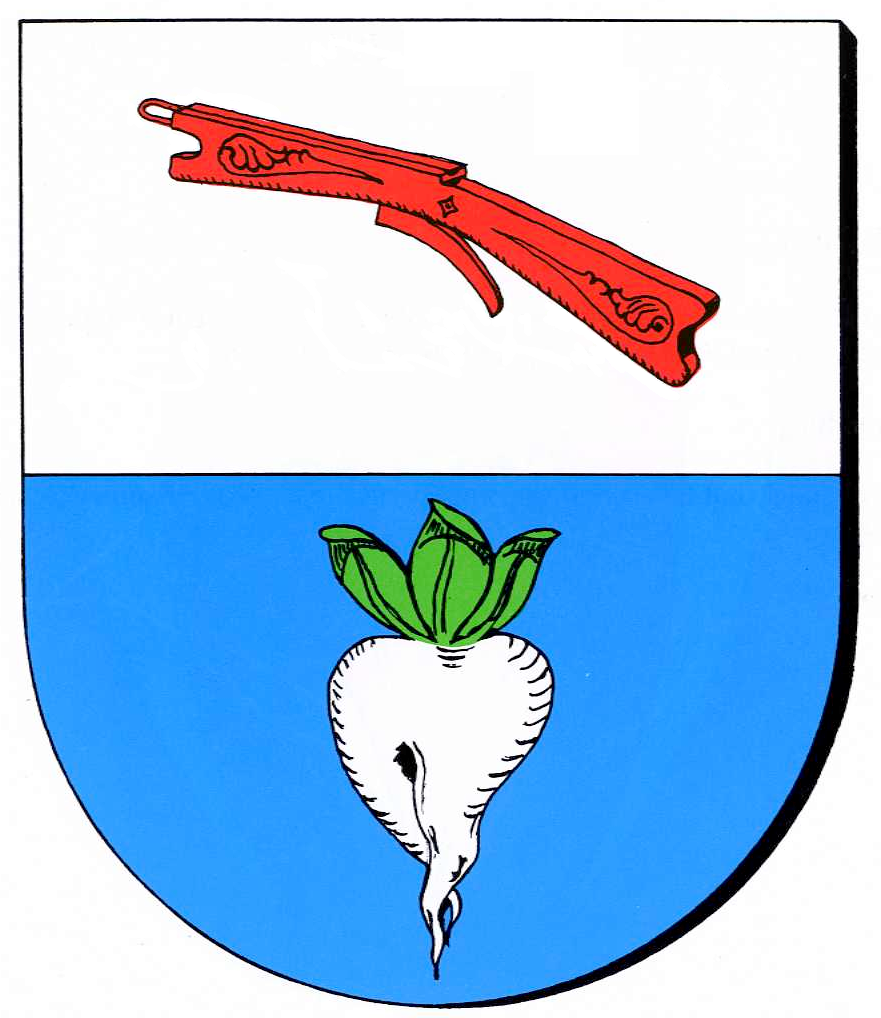
Bennigsen
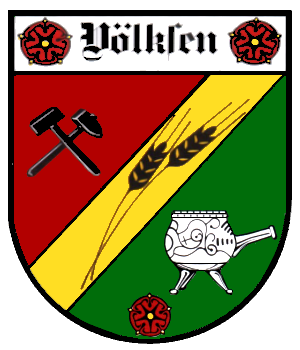
Voelksen

- Völksen
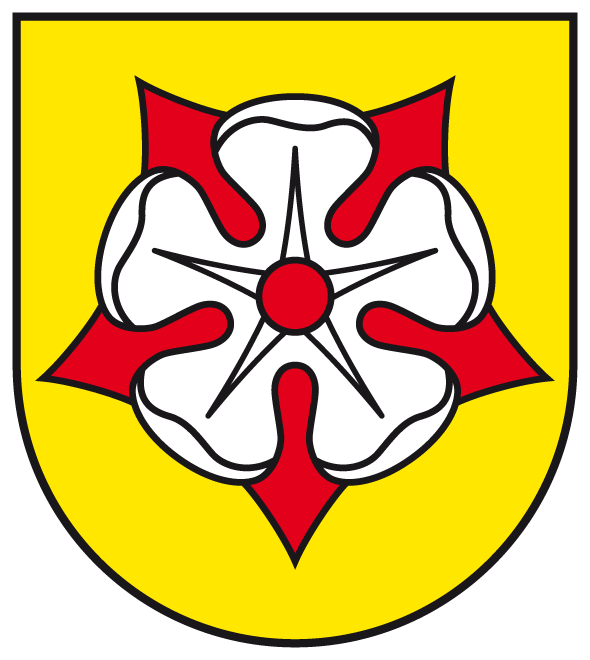
Eldagsen
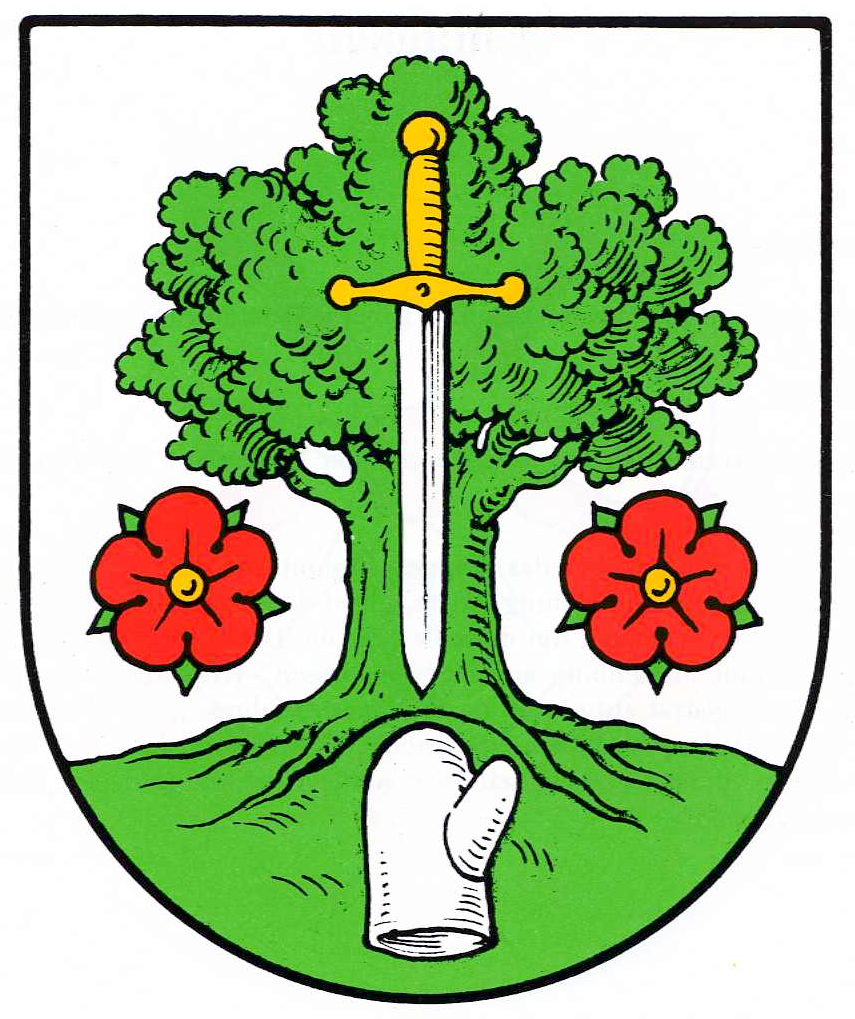
Gestorf
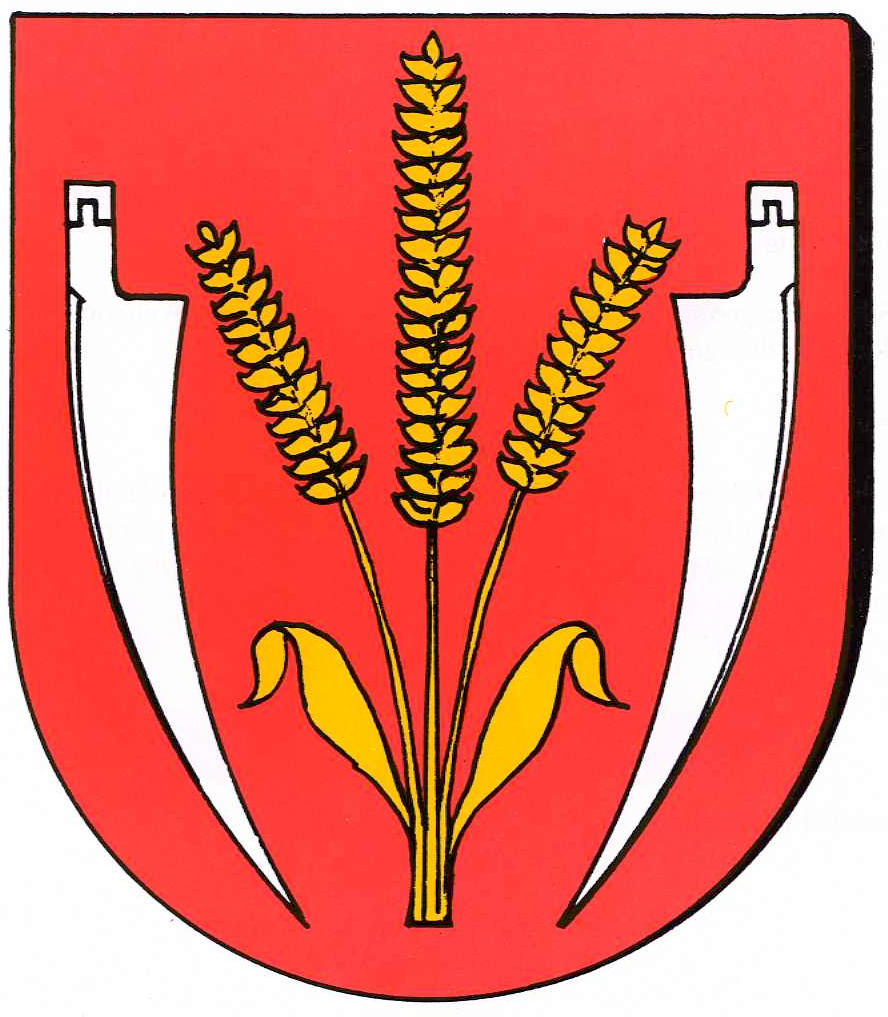
Altenhagen I
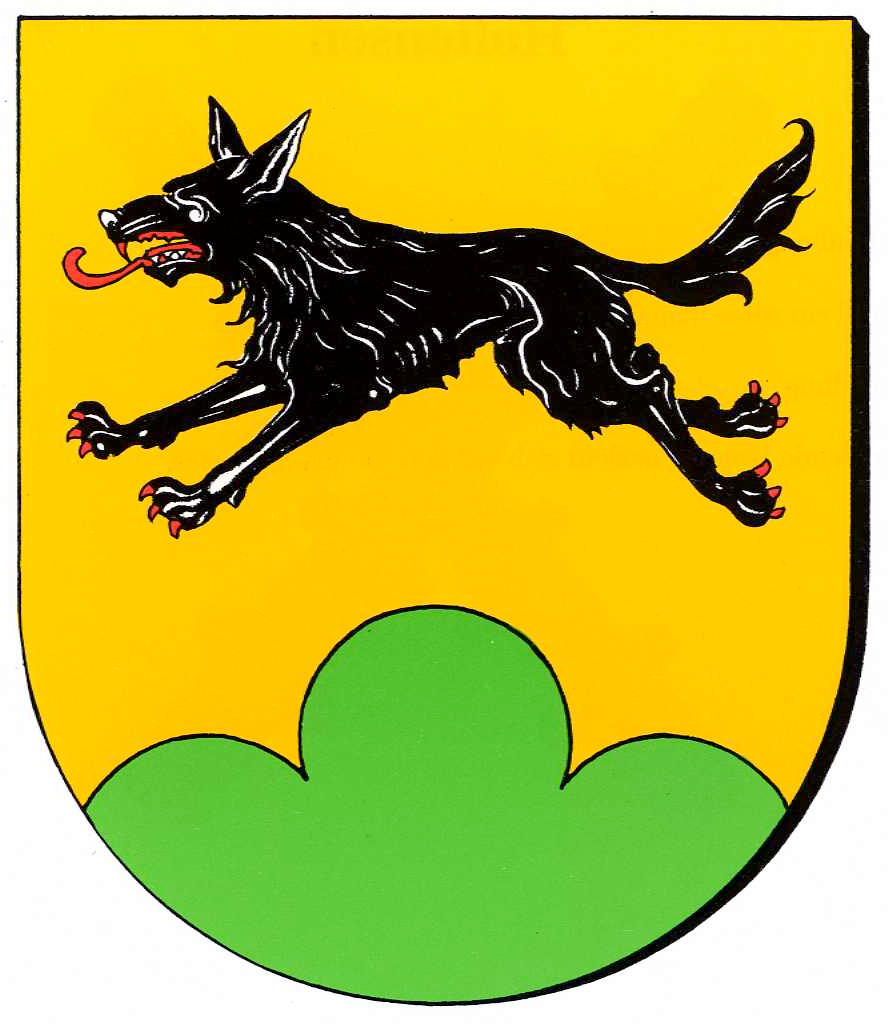
Lüdersen
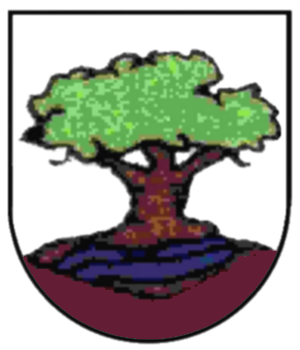
Alvesrode
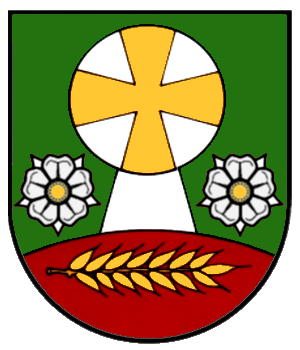
Alferde
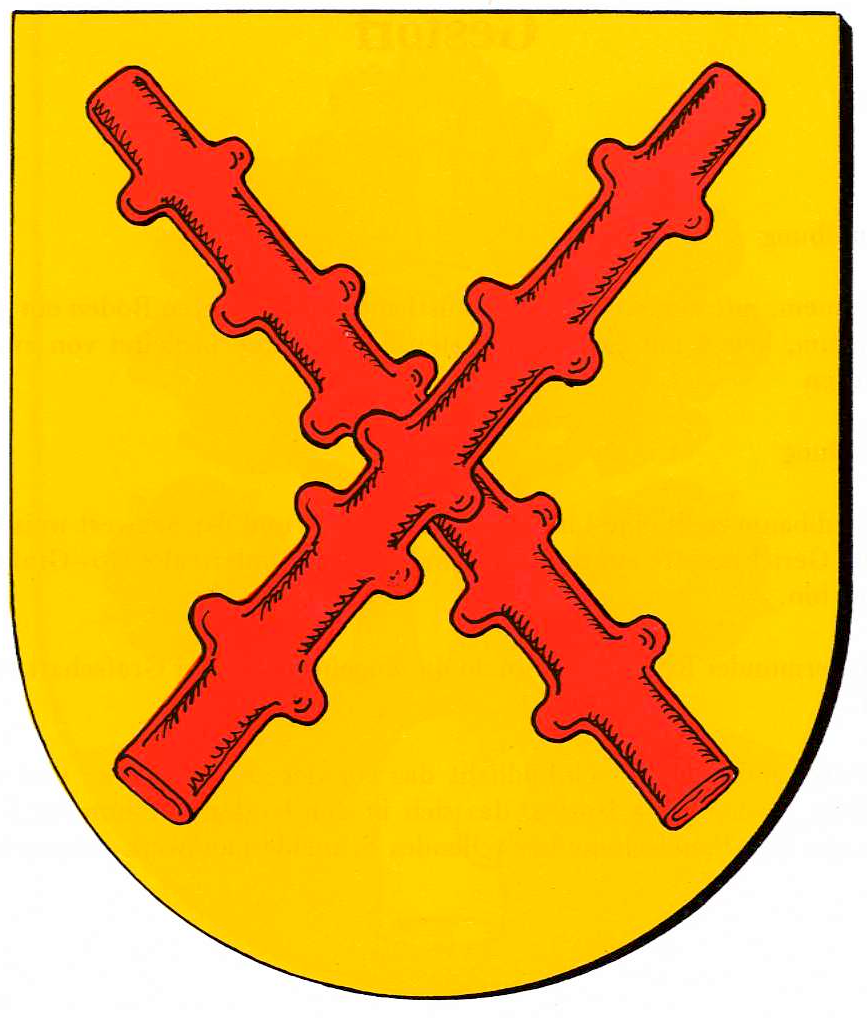
Holtensen
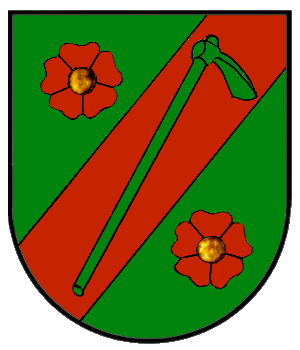
Mittelrode
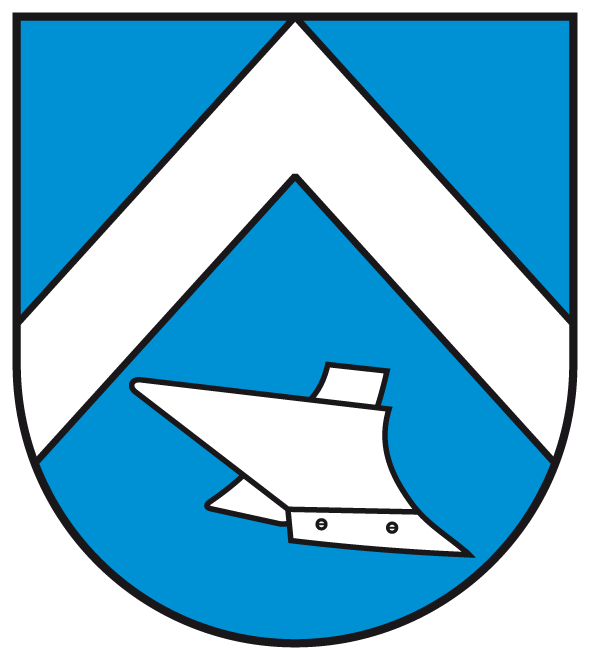
Boitzum

- Bennigsen
- Voelksen
- Eldagsen
- Gestorf
- Altenhagen I
- Lüdersen
- Alvesrode
- Alferde
- Holtensen
- Mittelrode
- Boitzum

## Népesség
A település népességének változása:
| Lakosok száma | 28 807 | 28 918 | 28 951 | 28 948 | 29 113 | 29 258 |
|               | 2016   | 2017   | 2019   | 2021   | 2022   | 2023   |